# Arcola (Virginia)
|  | Dieser Artikel wurde aufgrund von inhaltlichen Mängeln auf der Qualitätssicherungsseite des Projektes USA eingetragen. Hilf mit, die Qualität dieses Artikels auf ein akzeptables Niveau zu bringen, und beteilige dich an der Diskussion! Eine nähere Beschreibung der zu behebenden Mängel fehlt. |

Arcola ist ein census-designated place in Loudoun County im US-Bundesstaat Virginia. Arcola liegt nördlich des John Mosby Highway (Virginia State Route 50) und südlich von Brambleton, nur wenige Kilometer vom Washington Dulles International Airport entfernt. Das U.S. Census Bureau hat bei der Volkszählung 2020 eine Einwohnerzahl von 2.412 ermittelt. 
Die Kreisstadt Leesburg ist 22 km entfernt, die Hauptstadt Washington, D.C. ist rund 53 km östlich von Arcola gelegen.